# Захаренко, Лидия Константиновна
Лидия Константиновна Захаренко (7 июля 1938, Люботин, Харьковская область — 29 декабря 2021, Москва) — советская и российская оперная певица (сопрано), народная артистка РСФСР.

## Биография
Лидия Константиновна Захаренко родилась 7 июля 1938 года в Люботине Харьковской области.
В 1959—1960 годах училась в Харьковской консерватории. В 1966 году окончила Московскую государственную консерваторию (класс Е. В. Шумской).
В 1966—2017 годах была солисткой оперной труппы Московского академического Музыкального театра им. К. С. Станиславского и Вл. И. Немировича-Данченко. В течение почти 30 лет была ведущей солисткой оперной труппы. Обладала голосом большого диапазона, исполняла партии, написанные как для сопрано, так и для меццо-сопрано.
Много гастролировала в России и за рубежом. Выступала на радио и телевидении, создала ряд записей в ГосФонде СССР.
Умерла 29 декабря 2021 года в Москве. Прах захоронен на Троекуровском кладбище.

## Семья
- Муж — певец (тенор) Николай Леонардович Гуторович (род. 1937), заслуженный артист РСФСР.

## Награды и премии
- Лауреат Международного конкурса оперных певцов в Токио за лучшее исполнение партии Чио-Чио-Сан («Мадам Баттерфляй») Дж. Пуччини (1976).
- Заслуженная артистка РСФСР (9.03.1978).
- Народная артистка РСФСР (1989).
- Орден Почёта (29.11.1999).
- Премия «Легенда» фестиваля «Видеть музыку» (2017).

## Работы в театре
- «Перикола» Ж. Оффенбаха — Перикола
- «Кармен» Ж. Бизе — Кармен
- «Цыганский барон» И. Штрауса — Саффи
- «Не только любовь» Р. К. Щедрина — Варвара
- «Мадам Баттерфляй» Дж. Пуччини — Чио-Чио-Сан
- «Богема» Дж. Пуччини — Мюзетта
- «Тоска» Дж. Пуччини — Тоска
- «Пиковая дама» П. Чайковского — Лиза и графиня
- «Паяцы» Р. Леонкавалло — Недда
- «Порги и Бесс» Дж. Гершвина — Бесс
- «Обручение в монастыре» С. С. Прокофьева — Клара
- «Любовь к трём апельсинам» С. С. Прокофьева — Фата Моргана
- «В бурю» Т. Н. Хренникова — Наталья
- «Безродный зять» («Фрол Скобеев») Т. Н. Хренникова — Варвара
- «Доротея» Т. Н. Хренникова — Доротея
- «Катерина Измайлова» Д. Д. Шостаковича — Катерина Измайлова
- «Последний выстрел» Зигфрида Маттуса (по повести Лавренёва «Сорок первый») — Марютка
- «Снегурочка» Н. А. Римского-Корсакова — Купава